# Ramón Monell
Ramón Monell Valls (Barcelona, 29 de septiembre de 1962) es un economista y empresario español, gerente general de BBVA Chile entre 2002 y comienzos de 2006.
Obtuvo una licenciatura en ciencias económicas en la Universidad de Barcelona y, posteriormente, cursó un programa de desarrollo directivo en el Instituto de Estudios Superiores de la Empresa, en Madrid.
Ingresó al grupo BBVA en el año 1980, llegándose a desempeñar tanto en España como Portugal.
Laboró como director general adjunto de BBVA y como responsable de marketing y desarrollo de negocios mayoristas hasta 2002, cuando fue designado en Chile a cargo de la filial de ese país. Permaneció allí cuatro años hasta ser nombrado director de organización y sistemas del grupo, cargo con sede en Madrid.
Durante su gestión en Chile el banco tomó su denominación BBVA Chile (antes BBVA Banco Bhif) e incrementó su cuota de participación de mercado en colocaciones, desde el 5,9 por ciento que tenía en diciembre de 2001 a 7,89 por ciento hacia fines de 2005.